# Leptoconops vexans
Leptoconops vexans är en tvåvingeart som först beskrevs av Jean-Jacques Kieffer 1921.  Leptoconops vexans ingår i släktet Leptoconops och familjen svidknott.
Artens utbredningsområde är Algeriet. Inga underarter finns listade i Catalogue of Life.